# Bárány László
Bárány László (Budapest, 1948. január 1. -) író, szerkesztő, tanár. A szegedi bölcsészkaron végzett, személyiségelméletből doktorált, individuálpszichológiai tanácsadó.

## Pályakép
Kezdetben kritikákat írt, azóta filozófiai, lélektani és/vagy irodalmi esszéi, kultúrelbeszélései jelennek meg. Ez utóbbiakkal, még az ókorban játszódókkal is, mai erkölcsi dilemmákat feszeget, hősei vitáznak. Tanulmányai többnyire szintén vitairatok. 1982-ben a dialektikus logikát cáfoló értekezése figyelmet keltett, az ELTE érintett tanszékén vitát rendeztek róla, s fenntartotta nézeteit. Fontosabb esszéiben többek között pártatlan elemzést adott a szabadságeszmékről; kimutatta Kosztolányi és Camus gondolkodói teljesítményének az egyezését; megkísérelte újraértelmezni a szellemfogalmat; alapjaiban módosított Proust és a válságregény száz éve uralkodó értékelésén. Bölcselet, lélektan és irodalom szintézisére törekszik. Újabban a pszichológiai tanokba illeszthető felismeréseket vizsgál a szépirodalomban. Egy kisprózája, az Államférfiak, amely Levedi történelmi alakját a feledés homályából életre keltette, szerepel Az év novellái 2022 c. antológiában.

## Könyvei
- Héliosz szekere alatt (könyvdráma, 1990)
- Szabadság és szabadelvűség (esszé, 1993)
- Koncentrikus körök. Közelítések a humánum kérdéseihez (tanulmányok és esszék, 2013)
- Most, a régi szép időkben (novellák, 2017)
- Hangok a színfalak mögül (novellák és elbeszélések, 2023)

## Munkahelyei
- Szarvasi Óvónőképző Intézet (1972–78) pedagógia, pszichológia, logika
- Móra Ferenc Ifjúsági Könyvkiadó (1978-80) gyermekkönyv, szerkesztés
- Nemzeti Tankönyvkiadó Társadalomtudományi Szerkesztőség (1980-2008)
- A Budapesti Tanítóképző Főiskolán (1978-84) óraadó, logikatanítás
- A Magyar Individuálpszichológiai Egyesület; elméleti előadások  (1998 -)

## Róla szóló irodalom
- Alföldy Jenő: A gondolat hősei s az érdek rabjai. Lyukasóra, 2018/1, 9–11
- Sz. Tóth Gyula: Gondolatjárat repülő csészealjakon. Agria, 2014/2, 279–286 (= Uő: Pásztázó üzenőfüzér. Barangolás szövegemlékek között. Válogatott írások, Hungarovox K., 2022, 153–163)
- Uő: Működő jellemek nyomában. Búvópatak, 2018/3, 19–20

## Publikációi

### Esszék
- Összefoglaló a Tiszatáj történelmiregény-vitájáról. Tiszatáj, 1968/11, 1053–5
- Bertha Bulcsu: A nyár utolsó napja (kritika), Tiszatáj, 1969/1, 79-80
- Kende Sándor: Felmentő ítélet (kr.), Tiszatáj, 1969/7, 678
- Kolozsvári Grandpierre Emil: Utazás a valóság körül (kr.), Tiszatáj, 1972/2, 185–7
- Vészi Endre: Kőzene (kr.), Kortárs, 1970/2, 321–2
- Maróti Lajos: Hippi akvárium (kr.), Kritika, 1971/3, 57
- Kamjén István: Hányódás (kr.), Kortárs, 1971/4, 669–70
- Bor Ambrus: Genezáret (kr.), Kritika, 1971/6, 59–60
- Devecseri Gábor: Kalauz Homéroszhoz (kr.), Tiszatáj, 1971/9, 875–6
- Granasztói Pál: Itthon éltem (kr.), Tiszatáj, 1972/1, 91–2
- Kacsó Sándor: Virág alatt, iszap fölött (kr.), Kortárs, 1972/2, 317
- Tordon Ákos, Óvodai Nevelés, 1980/11, 14–5
- Az „egyetemes alany” hagyományos logikai prekoncepciója, Magyar Filozófiai Szemle, 1982/2, 215–7 (= Az „egyetemes alany” prekoncepciója és a „dialektikus ellentmondás”, in B. L.: Koncentrikus körök. Közelítések a humánum kérdéseihez, Hungarovox K., 2013, 58–78)
- Hatezer éves tudomány (Weninger Antal: Az idő partján. Jóga és személyiség – ism.), Könyvvilág, 1986/5, 41
- Ténykérdések egy jógakönyv és egy recenzió kapcsán (Pressing Lajos válaszával), Magyar Pszichológiai Szemle, 1989/6, 626–32. Klny is.
- Szabadság és szabadelvűség. Eszmék a szabadságról – A szabadelvűség megközelítései, Kassák K., 1993
- A jóga és az individuálpszichológia életbölcselete, Individuálpszichológiai Füzetek I., 1999, 29–34
- Vázlat Alfred Adler munkásságának gondolati ívéről, Individuálpszichológiai Füzetek II., 2000, 13–17 (= Alfred Adler gondolatrendszerének vázlata, in B. L.: Koncentrikus körök. Közelítések a humánum kérdéseihez, Hungarovox K., 2013, 81–93)
- Az individuálpszichológia és a pedagógia kapcsolatáról, Individuálpszichológiai Füzetek II., 2000, 18–21 (= in Pedagógiai kaleidoszkóp, Budapesti Pedagógusok Szakmai Szervezete, 2005, 98–103)
- Közelkép Adlerről. Részletek és kivonatok Phyllis Bottome Adler-életrajzából. Vál. és ford. B. L., Individuálpszichológiai Füzetek VI, 2009, 61–6
- „Az újraélt idő”. A gyógyításról és az öngyógyításról. Dr. Weninger Antal készülő könyvéből. (A szerzővel beszélget dr. B. L.) Új Elixir Magazin 39, 1992. május, 3–4
- Az orvosi bölcsességről. Dr. Weninger Antal készülő könyvéből. Új Elixir Magazin 43, 1990. szeptember, 10
- Az újraélt idő. Dr. Weninger Antallal beszélget dr. B. L. Új Elixir Magazin 44, 1992. október, 5–6
- Hayeket olvasva. A magyar kiadás elé. Ring, 1991/30, 15–16
- „A végzetes önhittség – a szocializmus tévedései”. Hayek-szemelvények. Összeáll. B. L. Ring, 1991/35, 12–13
- És a múlt század? Szabadság és szabadelvűség. Magyar Nemzet, 1995. augusztus 19., 16 (= Az előző század nem ért véget? In B. L.: Koncentrikus körök…, 52–57)
- Korkép és transzcendencia. Kosztolányi és Camus mono-dialógusa. Irodalomtörténet, 1997/1–2, 181–217. Klny. is.
- Utószó (Dr. Weninger Antal: Az idő partján. Jóga és személyiség) Novella K., é. n., 287–8
- Bevezető sorok Juhászné Albert Rozália visszaemlékezéséhez. A Céh, 2003. ősz, 7
- Utószó (Tordon Ákos: Az utolsó oroszlán) Szent István Társulat, 2004, 135–8
- Ész és szellem az újkori irodalom emberképében. CˑEˑT Central Europian Time, 2003/9–10, 106–126
- Ajánlás Chászár Imre könyvének bevezető fejezetéhez (Nephilim. Az ember halandó istenei) CˑEˑT Central Europian Time, 2005/1–2, 107–8
- Anyám könnyű álmot ígér (Sütő András). Művek Lexikona I, Magyar Nagylexikon Kiadó, 2008, 105–6
- Bevezetés a pszichoanalízisbe (Sigmund Freud). Művek Lexikona I, Magyar Nagylexikon Kiadó, 2008, 259–60
- Bevezetés a tudattalan pszichológiájába (K. G. Jung). Művek Lexikona I, Magyar Nagylexikon Kiadó, 2008, 261
- A bukás (Albert Camus). Művek Lexikona I, Magyar Nagylexikon Kiadó, 2008, 317–8
- A cinkos (Konrád György). Művek Lexikona I, Magyar Nagylexikon Kiadó, 2008, 367–8
- Égető Eszter (Németh László). Művek Lexikona I, Magyar Nagylexikon Kiadó, 2008, 499–500
- Az ember az értelemre irányuló kérdéssel szemben (Viktor Frankl). Művek Lexikona I, Magyar Nagylexikon Kiadó, 2008, 584–5
- Emberismeret (Alfred Adler). Művek Lexikona I, Magyar Nagylexikon Kiadó, 2008, 587
- Epepe (Karinthy Ferenc). Művek Lexikona I, Magyar Nagylexikon Kiadó, 2008, 606–7
- G. A. úr X-ben (Déry Tibor). Művek Lexikona I, Magyar Nagylexikon Kiadó, 2008, 778–9
- Iszony (Németh László). Művek Lexikona II, Magyar Nagylexikon Kiadó, 2008, 98
- Keserű mandula (Palotai Boris). Művek Lexikona II, Magyar Nagylexikon Kiadó, 2008, 22–3
- Közöny (Albert Camus). Művek Lexikona II, Magyar Nagylexikon Kiadó, 2008, 311–2
- A látogató (Konrád György). Művek Lexikona II, Magyar Nagylexikon Kiadó, 2008, 365
- Lelki problémák a pszichoanalízis tükrében (Ferenczi Sándor). Művek Lexikona II, Magyar Nagylexikon Kiadó, 2008, 386–7
- Niki (Déry Tibor). Művek Lexikona II, Magyar Nagylexikon Kiadó, 2008, 739
- A pestis (Albert Camus). Művek Lexikona II, Magyar Nagylexikon Kiadó, 2008, 931–2
- Prae (Szentkuthy Miklós). Művek Lexikona III, Magyar Nagylexikon Kiadó, 2008, 39–40
- Zen-buddhizmus és pszichoanalízis (Erich Fromm–Daisetz Teitaro Suzuki). Művek Lexikona III, Magyar Nagylexikon Kiadó, 2008, 855–6
- Kosztolányi, Camus és a déli gondolkodás, Kortárs, 2010/7–8, 99–107 (= Emlékszel? Versek, tanulmányok, levelek, emlékezések, paródiák Alföldy Jenő hetvenedik születésnapjára. Nemzeti Tankönyvkiadó, é. n. [2011], kézirat gyanánt, 31–43)
- Levélféle a hetvenéves Alföldy Jenőhöz. In Emlékszel? Versek, tanulmányok, levelek, emlékezések, paródiák Alföldy Jenő hetvenedik születésnapjára. Nemzeti Tankönyvkiadó, é. n. [2011]. Kézirat gyanánt. 27–30
- Célirányos és célt tévesztett mondatok, Édes Anyanyelvünk, 2012/4, 6
- Koncentrikus körök. Közelítések a humánum kérdéseihez. Tanulmányok, esszék, Hungarovox K., 2013
- Előadás az individuálpszichológia és a bölcseleti embertan kapcsolatáról, Az individuálpszichológia útjain, 2015, 71–8
- Előszó, in Sz. Tóth Gyula: Egy franciatanár irodalmi kalandjai. Találkozásom szép magyar versekkel franciául, Savaria University Press, Szombathely, 2015, 7–8
- Írók lélektani gondolatai, Individuálpszichológiai Füzetek IX, 2017, 25–32 (= Lélektani gondolatok irodalmi művekben, Magyar Múzsa, 2017. december, 30–8
- Regényhős vendége voltam, in: „Gazdagabb voltam, mint hinni bármikor adatott.” Ferenczi László emlékkönyv. Hungarovox K., 2018, 11–7
- Fordított életstílusok – irodalmi példák, Agria, 2020/3, 188–98 [Kosztolányi Ádám és Szentkuthy Miklós]
- Az eltűnt idő és befogadásának száz éve nyomában. Magyar Napló, 2022/6, 13–9

### Összeállítás, sajtó alá rendezés
- Rónay György: Mondd, szereted az állatokat? Vál. és szerk. B. L., Móra Ferenc Ifjúsági Könyvkiadó, 1981
- Dr. Bárány László: Az 1809. évi nemesi felkelés egészségügye. S. a. r. [ifj.] dr. Bárány László. Orvostörténeti Közlemények, 2001/1–4, 149–156

### Széppróza
- Héliosz szekere alatt. Babits K., é. n. [1990]
- Istenkísértés, Kortárs, 2009/12, 16–43
- Derengés, Magyar Napló, 2011/1, 5–9
- Iskolateremtők, Lyukasóra, 2012/4, 30–32
- Visszaút, Tempevölgy, 2013. február, 11–8
- A nagy pillanat, Agria, 2014/1, 221–6
- A szekértoló, Agria, 2014/2, 113–8
- Barátok, Agria, 2014/3, 187–191
- Görög kávé, Magyar Napló, 2014/11, 28–32
- A professzor és a művésznő, Agria, 2015/1, 185–93
- Átvonulás, Agria, 2015/4, 225–9
- Átszállás, Agria, 2016/2, 200–15
- Amfiteátrum, Agria, 2016/1, 207–12
- Most, a régi szép időkben, novellák, Hungarovox K., 2017
- Előérzet, Magyar Múzsa, 2018. június, 9–13
- Államférfiak, Magyar Napló, 2021/2, 10–7 (= Az év novellái 2022, Magyar Napló–Írott Szó Alapítvány, 2022, 42–57)
- Kegyes hazugság, Agria, 2022/2, 125–32
- Hangok a színfalak mögül, novellák és elbeszélések, Hét Krajcár K., 2023